# ペタル ダンス
『ペタル ダンス』は、石川寛監督・脚本による2013年の日本のドラマ映画。2013年3月20日、第37回香港国際映画祭にてプレミア上映された。日本では、同年4月20日に公開された。

## キャスト
- ジンコ - 宮崎あおい
- 原木 - 忽那汐里
- 素子 - 安藤サクラ
- ミキ - 吹石一恵
- 直人 - 安藤政信
- 川田 - 風間俊介
- 先輩 - 後藤まりこ
- キョウコ - 韓英恵

## 評価
『The Japan Times』のマーク・シリングは、5つ星満点の3.5点を本作に与えた。